# سیتراکونیک اسید
سیتراکونیک اسید (به انگلیسی: Citraconic acid) یک ترکیب شیمیایی با شناسه پاب‌کم ۶۴۳۷۹۸ است. 